# Nkodo Sitony
Nkodo Si-Tony (Si Tony, Sitony), anciennement Tony Frac, de son vrai nom Nkodo Si Tobi François, né le 25 août 1959 à New Bell, un quartier de Douala et mort le 21 décembre 2021 à l'hôpital central de Yaoundé, est un chanteur camerounais qui renouvelle le bikutsi dans les années 1980.

## Biographie

### Enfance et débuts
Il a travaillé avec Mongo Faya. Albert Breuk's donne au clavier le rythme à une mélodie qu'il a composée. Il apprend à jouer la guitare sur le tas.

### Carrière
| Vidéo externe |                                                                       |
|               | Arol Ketch raconte - Nkodo Si Tony: Précurseur de la "Techno-Bikutsi" |

Il chante le genre bikutsi qu'il mélange d'influences afrobeat en langue béti. Métil Wa le rend célèbre avec la phrase « c'est moi-même, c'est même, c'est moi-même, au village ».

### Discographie
- Mba Mvoe
- Metil Wa
- Ngoan Ezoum
- Wa Yi Ma Wo Ya